# Eva Eriksson (skådespelare)
Eva Elisabeth Eriksson, född 24 december 1893 i Göteborg, död där 16 juli 1981, var en svensk skådespelare och sångare.

## Biografi
Efter studier för Mathilda Jungstedt och von zur Mühlen i London scendebuterade Eriksson på Oscarsteatern 1913 i rollen som Mary-Anne i Furstebarnet. Hon hade engagemang hos Albert Ranft 1913–1915 och gästspelade i Göteborg 1919 och 1923 samt i Oslo 1918.
Hon gifte sig 1917 med Gunnar Lewerth i Göteborg.

## Filmografi
- 1913 – Filmdrottningen

## Teater

### Roller (ej komplett)
| År   | Roll    | Produktion                               | Regi         | Teater        |
| ---- | ------- | ---------------------------------------- | ------------ | ------------- |
| 1913 | Yum-Yum | Mikadon W.S. Gilbert och Arthur Sullivan | August Bodén | Oscarsteatern |